# Michal Lobkowicz (homme politique, 1964)
Pour les articles homonymes, voir Lobkowicz et Maison de Lobkowicz.
Michal Lobkowicz, né le 20 juillet 1964 à Prague, est un militaire et homme politique tchèque, ancien membre de l'Union de la liberté – Union démocratique (US-DEU).